# 孫錄
孫錄（?—?），字子長，贵州凱裡人，清政治人物、進士出身。

## 生平
乾隆二十五年（1760年）庚辰科進士，三甲九十六名，后官至刑部郎中。著有《龍岩草》、《續修清平縣志》。